# Juanan
Juan Antonio González Fernández, meglio conosciuto come Juanan (Palma di Maiorca, 27 aprile 1987), è un ex calciatore spagnolo, di ruolo difensore.

## Statistiche

### Presenze e reti nei club
| Stagione         | Club             | Campionato       | Campionato | Campionato | Coppe nazionali | Coppe nazionali | Coppe nazionali | Coppe continentali | Coppe continentali | Coppe continentali | Supercoppe | Supercoppe | Supercoppe | Totale | Totale |
| Stagione         | Club             | Comp             | Pres       | Reti       | Comp            | Pres            | Reti            | Comp               | Pres               | Reti               | Comp       | Pres       | Reti       | Pres   | Reti   |
| ---------------- | ---------------- | ---------------- | ---------- | ---------- | --------------- | --------------- | --------------- | ------------------ | ------------------ | ------------------ | ---------- | ---------- | ---------- | ------ | ------ |
| 2019-2020        | Bengaluru        | ISL              | 17+2       | 1          | SC              | -               | -               | AFC Cup            | 4                  | 1                  |            | -          | -          | 23     | 2      |
| 2020-2021        | Bengaluru        | ISL              | 14         | 2          | -               | -               | -               | AFC Cup            | 1                  | 0                  | -          | -          | -          | 15     | 2      |
| Totale Bengaluru | Totale Bengaluru | Totale Bengaluru | 33         | 3          |                 | 0               | 0               |                    | 5                  | 1                  |            | -          | -          | 38     | 4      |
| 2021-2022        | Hyderabad        | ISL              | 18+3       | 0          | -               | -               | -               | -                  | -                  | -                  | -          | -          | -          | 21     | 0      |
| 2022-2023        | Sóller           | TF-11            | 9          | 1          | -               | -               | -               | -                  | -                  | -                  | -          | -          | -          | 9      | 1      |
| Totale           | Totale           | Totale           | 63         | 4          |                 | 0               | 0               |                    | 5                  | 1                  |            | -          | -          | 68     | 5      |

## Palmarès

### Club

#### Competizioni nazionali
- Indian Super League: 2

Bengaluru: 2018-2019
Hyderabad: 2021-2022
- Coppa della Federazione: 1

Bengaluru: 2016-2017
- Hero Super Cup: 1

Bengaluru: 2018